# Coroa-de-cristo (instrumento de tortura)
Coroa de cristo é um instrumento de tortura. Trata-se de uma peça de metal com parafusos colocada em torno da cabeça,  permitindo o afundamento do crânio com a pressão à medida que os parafusos são apertados, provocando dor indescritível e fazendo com que os globos oculares possam saltar da face, causando, na caixa craniana e no cérebro, danos irreparáveis que podem levar à morte do torturado.
Foi usada no Brasil pelos agentes da ditadura militar brasileira (1964–1985) para a tortura, sendo o caso mais notório deles o da guerrilheira da Ação Libertadora Nacional (ALN) Aurora Maria Nascimento Furtado, torturada até a morte com ela por policiais da antiga Invernada de Olaria e por oficiais do Serviço Secreto da Aeronáutica, no Rio de Janeiro, em 1972.